# 서수진 (아나운서)
서수진(1984년~)은 대한민국의 KBS경인 아나운서로, 2016년 4월 18일부터 2018년 10월 31일까지는 KBS 경인 지역 아나운서로 입격했다.

## 주요 경력
- 2007년 ~ 2012년 전주MBC
- 2012년 ~ 2014년 MBC경남 아나운서
- 2014년 2월 ~ 2015년 11월 20일 대전MBC 아나운서
- 2016년 4월 18일 ~ 2018년 10월 31일 KBS경인 아나운서